# مایکل گراتزیادی
مایکل گراتزیادی (انگلیسی: Michael Graziadei؛ زادهٔ ۲۲ سپتامبر ۱۹۷۹) هنرپیشه اهل ایالات متحده آمریکا است. وی از سال ۲۰۰۱ میلادی تاکنون مشغول فعالیت بوده‌است.
از فیلم‌ها یا برنامه‌های تلویزیونی که وی در آن نقش داشته‌است می‌توان به توی دریا ۲: صخره، لولوخورخوره ۲ اشاره کرد.